# Kemulariella
Il  Kemulariella  Tamamsch., 1959 è un genere di piante angiosperme dicotiledoni della famiglia delle Asteraceae, sottofamiglia Asteroideae, tribù Astereae (Aster lineage) e sottotribù Asterinae.

## Etimologia
Il nome del genere è un omaggio al botanico russo Vladimir Nikolaevich Kemularsky (1864-1935), che fu uno dei primi a studiare la flora della Siberia.
Il nome scientifico del genere è stato definito dalla botanica Sophia Georgievna Tamamschjan (1901-1981) nella pubblicazione " Flora URSS (Flora Unionis Rerumpublicarum Sovieticarum Socialisticarum)..." ( Fl. URSS 25: 580 (1959).) del 1959.

## Descrizione

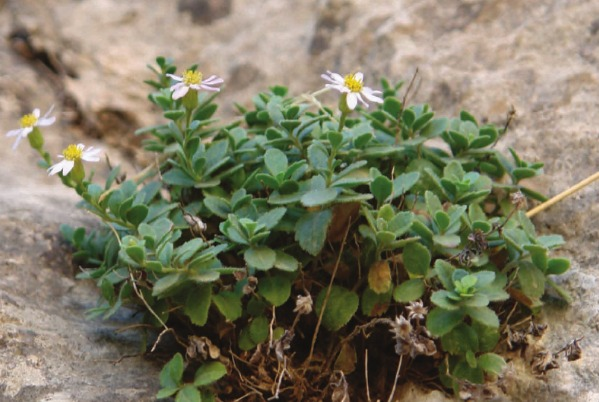
Il portamento
Kemulariella tahirelcii

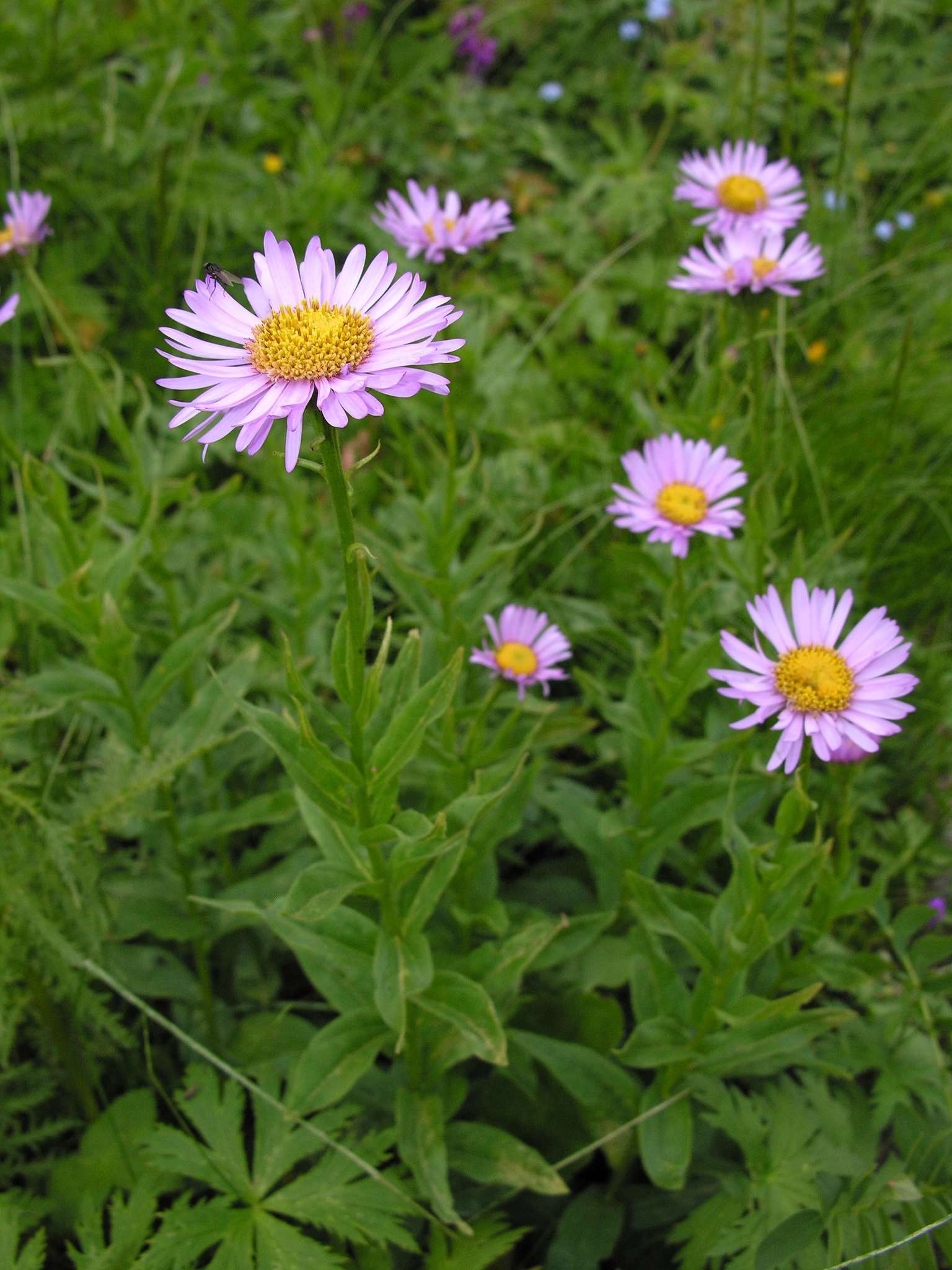
Infiorescenza
Kemulariella caucasica

Portamento. Le specie di questo genere hanno un habitus di tipo erbaceo perenne o subarbustivo.
Fusto. La parte aerea in genere è eretta, semplice o ramosa. Sono presenti uno o più steli emergenti da noduli rizomatosi. 
Foglie. Le foglie in genere sono disposte in modo alternato e sono sessili. La lamina è semplice, intera (o dentata) con forme da ovate a lineari-lanceolate. Sulla superficie possono essere presenti dei punti ghiandolari.
Infiorescenza. Le sinflorescenze sono scapose (capolini solitari). Le infiorescenze vere e proprie sono composte da un capolino terminale peduncolato di tipo radiato con fiori eterogami. I capolini sono formati da un involucro, con forme da ampiamente campanulate a emisferiche, composto da diverse brattee, al cui interno un ricettacolo fa da base ai fiori di due tipi: fiori del raggio e fiori del disco. Le brattee, piatte con forme da oblungo-lanceolate a lineari e a consistenza erbacea, sono disposte, scalate e subuguali, in modo più o meno embricato su 2 - 3 serie. Il ricettacolo, alveolato e con margini strettamente membranosi, in genere è nudo ossia senza pagliette a protezione della base dei fiori; la forma è convessa, conica o emisferica.
Fiori.  I fiori sono tetra-ciclici (formati cioè da 4 verticilli: calice – corolla – androceo – gineceo) e pentameri (calice e corolla formati da 5 elementi). Si distinguono in:
- fiori del raggio (esterni): sono femminili e sono disposti su 1 - 2 serie; la forma è lungamente ligulata terminante con alcuni denti;
- fiori del disco (centrali): sono più numerosi con forme tubulose terminanti con dei lobi; sono ermafroditi (raramente sono funzionalmente maschili).

- Formula fiorale:

*/x K {\displaystyle \infty }, [C (5), A (5)], G 2 (infero), achenio
- Calice: i sepali del calice sono ridotti ad una coroncina di squame.

- Corolla: la forma della corolla è strettamente imbutiforme alla base; mentre all'apice è ligulata a 5 (raramente 3) denti (zigomorfa) o tubolare con 5 (raramente 4) lobi (attinomorfa); i lobi, patenti, hanno una forma deltata o triangolare. I colori della corolla sono giallo (i fiori del disco) e porpora o rosato (i fiori del raggio).

- Androceo: l'androceo è formato da 5 stami sorretti da filamenti generalmente liberi; gli stami sono connati e formano un manicotto circondante lo stilo; le teche (produttrici del polline) alla base sono troncate e sono lievemente auricolate (molto raramente sono speronate o hanno una coda); le appendici apicali delle antere hanno delle forme piatte e lanceolate; il tessuto endoteciale (rivestimento interno dell'antera) è quasi sempre polarizzato (con due superfici distinte: una verso l'esterno e una verso l'interno). Il polline è sferico con un diametro medio di circa 25 micron;  è tricolporato (con tre aperture sia di tipo a fessura che tipo isodiametrica o poro) ed è echinato (con punte sporgenti).[10][12]

- Gineceo: l'ovario è infero uniloculare formato da 2 carpelli.[6] Lo stilo (il recettore del polline) è profondamente bifido (con due stigmi divergenti) e con le linee stigmatiche marginali separate.[13] I due bracci dello stilo hanno una forma da lanceolata a deltoide e possono essere papillosi o ricoperti da ciuffi di peli. Lo stilo dei fiori del raggio è supinato.

Frutti. I frutti sono degli acheni con pappo; in alcune specie è presente un certo dimorfismo (gli acheni dei fiori del raggio differiscono dagli acheni dei fiori del disco);
- achenio: gli acheni hanno delle forme oblunghe con tre nervature laterali; raramente sono ob-compressi (compressi dorso-ventralmente) oppure sono provvisti di un becco; la superficie normalmente è cosparsa da setole, qualche volta ghiandolose; la parete dell'achenio è formata da celle contenenti rafidi ma prive di fitomelanina; il carpoforo normalmente è anulare; le setole con punte a forma di ancora non sono presenti;
- pappo: il pappo è formato da una serie di snelle setole interne, quelle esterne sono corte e piatte.[10]

## Biologia
Impollinazione: l'impollinazione avviene tramite insetti (impollinazione entomogama tramite farfalle diurne e notturne).

Riproduzione: la fecondazione avviene fondamentalmente tramite l'impollinazione dei fiori (vedi sopra).

Dispersione: i semi (gli acheni) cadendo a terra sono successivamente dispersi soprattutto da insetti tipo formiche (disseminazione mirmecoria). In questo tipo di piante avviene anche un altro tipo di dispersione: zoocoria. Infatti gli uncini delle brattee dell'involucro (se presenti) si agganciano ai peli degli animali di passaggio disperdendo così anche su lunghe distanze i semi della pianta. Inoltre per merito del pappo il vento può trasportare i semi anche a distanza di alcuni chilometri (disseminazione anemocora).

## Distribuzione e habitat
Le specie di questo genere sono distribuite in Anatolia e Transcaucasia.

## Sistematica
La famiglia di appartenenza di questa voce (Asteraceae o Compositae, nomen conservandum) probabilmente originaria del Sud America, è la più numerosa del mondo vegetale, comprende oltre 23.000 specie distribuite su 1.535 generi, oppure 22.750 specie e 1.530 generi secondo altre fonti (una delle checklist più aggiornata elenca fino a 1.679 generi). La famiglia attualmente (2021) è divisa in 16 sottofamiglie; la sottofamiglia Asteroideae è una di queste e rappresenta l'evoluzione più recente di tutta la famiglia.

### Filogenesi
Il genere di questa voce è descritto nella sottotribù Asterinae, una delle quasi 40 sottotribù della tribù Astereae. In base alle ultime ricerche nella tribù sono stati individuati (provvisoriamente) 5 principali lignaggi:
- Basal grade: include alcuni generi isolati, il gruppo "South American-Oceania",  alcune sottotribù africane e il gruppo dei generi legnosi del Madagascar.
- Bellis lineage: comprende le sottotribù eurasiatiche e una sottotribù africana.
- Aster lineage: include i generi asiatici di Asterinae e i principali gruppi dell'Australia e dell'Oceania.
- Baccharis lineage: include alcuni gruppi sudamericani.
- North American lineage: include la vasta gamma di sottotribù del Nordamerica, Messico e alcuni gruppi distribuiti nel Sudamerica.

Il genere  Kemulariella (insieme alla sottotribù Asterinae) è incluso nel Aster lineage i cui caratteri principali sono: la base delle antere sono prive di code e non sono calcarate (speronate); le linee stigmatiche dei bracci dello stilo sono totalmente separate; i due bracci dello stilo hanno una forma breve o allungata da lanceolata a deltoide e possono essere papillosi o ricoperti da ciuffi di peli (all'esterno, mentre all'interno sono glabri). La distribuzione della maggior parte delle specie di questo gruppo è nelle regioni temperate nord e sud.
La sottotribù Asterinae comprende una trentina di generi suddivisi in 4 rami principali: Psychrogeton - Hersileoides - Asterothamnus - Aster. Il genere di questa voce è incluso nel ramo denominato "Asterothamnus branch" e nel sottogruppo denominato "Asterothamnus group" insieme ai generi Arctogeron - Chaochienchangia - Asterothamnus - Rhinactinidia - Sinobouffordia. La collocazione di questo genere nel sottogruppo "Asterothamnus group" è giustificata soprattutto per i dati morfologici e geografici.
I caratteri distintivi del genere  Kemulariella sono:
- le setole interne del pappo sono snelle, quelle esterne sono corte e piatte.

Il numero cromosomico delle specie di questo genere è: 2n = 18 (di base è n = 9).

### Elenco delle specie
Questo genere ha 6 specie:
- Kemulariella abchasica (Kem.-Nath.) Tamamsch.
- Kemulariella caucasica  (Willd.) Tamamsch.
- Kemulariella colchica  (Albov) Tamamsch.
- Kemulariella rosea  (M.Bieb. ex Steven) Tamamsch.
- Kemulariella tahirelcii  Fırat
- Kemulariella tuganiana  (Albov) Tamamsch.